# Euskotren Trena
Euskotren Trena (denominada EuskoTren desde 1996 hasta 2011) es una división comercial de Euskotren, empresa propiedad del Gobierno Vasco, y un servicio ferroviario de transporte público de pasajeros, que ofrece líneas regionales, de cercanías y metropolitanas (metro) en los territorios de Vizcaya y Guipúzcoa, en la comunidad autónoma del País Vasco. Es, en términos de cantidad de trayectos operados, extensión de red y población servida, el segundo operador de líneas de cercanías y regionales (por detrás de Renfe Cercanías) y el segundo operador de metro (tras Metro Bilbao) en dicha comunidad autónoma.
Seguido inmediatamente solo por Euskotren Autobusa, Euskotren Trena constituye el principal, fundacional y más veterano brazo operativo de la compañía desde sus inicios, habiendo comenzado su actividad en 1982. Con su creación, Eusko Trenbideak dio continuidad formal a la explotación de servicios ferroviarios en dichas provincias ya iniciada por el Consejo General Vasco en enero de 1979, al hacerse efectiva la transferencia al ejecutivo autonómico vasco, por parte de la Administración General del Estado, de varios trazados ferroviarios, todos de vía métrica, que transcurrían íntegramente por el territorio de una misma región bajo su catalogación de entonces. Dicho proceso administrativo fue desarrollado siguiendo lo previsto por la nueva Constitución, y posteriormente desarrollado en el nuevo Estatuto de autonomía de la Comunidad, de manera análoga al seguido para la creación de otros entes semejantes, como los Ferrocarriles de la Generalidad de Cataluña (FGC).
Las infraestructuras transferidas a la Administración vasca habían formado parte de la red de la hoy extinta FEVE desde 1971. Hasta 1979, FEVE las había heredado de varias compañías privadas en quiebra; en este caso, de Ferrocarriles Vascongados y Ferrocarriles y Transportes Suburbanos de Bilbao, herederas ambas, a su vez, de otras compañías menores. Originalmente, se trataba de primitivos ferrocarriles independientes, algunos enlazados a posteriori, construidos desde finales del siglo XIX. Al procederse siguiendo estrictamente la catalogación de la época sin alteración alguna, otros trazados calificados hoy como «de interés general», que pudieran dividirse y recatalogarse ad hoc para encajar en tal requisito geográfico, como por ejemplo el tramo entre Bilbao y Valmaseda (de vía métrica, parte del ferrocarril de Bilbao a Santander) o aquel entre Irún y Legazpia (de ancho ibérico, parte del ferrocarril de Madrid a Hendaya) no se incluyeron en la transferencia, por lo que su titularidad fue mantenida por la Administración central; aún hoy, Adif gestiona la titularidad de dichos trazados, siendo Renfe la explotadora de servicios de transporte por los mismos casi en exclusiva, incluyendo la de la totalidad de aquellos de transporte público/subvencionado para pasajeros. En la actualidad, el Gobierno Vasco reclama la transferencia de la titularidad de estas líneas, tras haber obtenido el derecho de su explotación en 2025 con un contrato con Renfe hasta 2028. De desconoce si Euskotren quiere competir por estas líneas, en su mayoría de ancho ibérico, tras la liberalización ferroviaria.
Desde 2006, la matriz Euskotren solo es responsable de la oferta de los anteriores servicios, siendo el ente público de derecho privado Euskal Trenbide Sarea (ETS-RFV) el titular y administrador de las infraestructuras ferroviarias vascas que tales utilizan, según la Ley del Parlamento Vasco 6/2004 del 21 de mayo de 2006. Es, en el marco del régimen autonómico vasco, la misma situación de Renfe respecto a Adif en el conjunto del Estado.

## Líneas ferroviarias
Junto a Metro Bilbao, Euskotren Trena es el principal prestador de servicios sobre las líneas que conforman la Euskal Trenbide Sarea en las provincias de Vizcaya, donde se integra en el núcleo de cercanías de Bilbao (bajo control del CTB); y de Guipúzcoa, coordinada por la ATTG. También actúa en el sur de Francia, pues sus trenes llegan hasta Hendaya (Pirineos Atlánticos). No tiene actividad en la provincia de Álava, donde Euskotren no dio servicio alguno (tampoco de autobús) hasta la entrada en funcionamiento del tranvía de Vitoria en 2008, el cual funciona a cargo de su división de trenes ligeros. 
Principalmente, se encarga de los servicios de cercanías, con frecuencias rondando los 10 minutos, en zonas donde no operan Renfe Cercanías o Renfe Cercanías AM. Dichos operadores, de propiedad estatal, sí dan servicio, en Vizcaya, en Arratia-Nervión (Bilbao y sur), Margen Izquierda, la Zona Minera y Las Encartaciones; y en Tolosaldea, el Goyerri y el sur y noreste de San Sebastián, en Guipúzcoa. Así, las zonas servidas por las cercanías de Euskotren Trena incluyen las comarcas vizcaínas de Arratia-Nervión (solo norte), el Valle de Asúa, Busturialdea-Urdaibai o el Duranguesado, así como las guipuzcoanas del Bajo Deva, Urola-Costa o San Sebastián (su extremo oeste). En el noreste de Guipúzcoa cuenta con estaciones y un trazado similar al de Adif, en el que se incluyen los servicios del "Puente Internacional" entre Irún y Hendaya.
Al margen de los anteriores, y con menor presencia, Euskotren Trena también opera servicios de alta frecuencia en modalidad de metro en Bilbao y San Sebastián y sus respectivas áreas metropolitanas. Para ello, ofrece frecuencias mayores (6-8 minutos aprox.) en tramos urbanos de trazados que también emplea en sus servicios de cercanías, en los que se combinan e integran las circulaciones de ambos regímenes.
- En Vizcaya, Eusko Trenbideak gestionó los servicios de cercanías que unían Bilbao con la comarca de Uribe a través del Ferrocarril de Bilbao a Las Arenas y Plencia hasta 1995, cuando gran parte de dicho trazado fue adaptado e incorporado a la línea originaria del entonces nuevo metro de Bilbao (hoy, L1). La gestión pasó a manos de Metro Bilbao, empresa creada ex profeso para ofrecer tal servicio, con su propio material rodante. Más de dos décadas después, en abril de 2017, esta división comenzó a explotar servicios por el nuevo acceso subterráneo a Bilbao por el noreste (Echévarri–Casco Viejo), en sustitución del trazado original hasta Achuri (pasando por Bolueta), hecho que dio lugar a la actual línea del Txorierri, la línea E3, con cabecera en Kukullaga (Echévarri). La línea L3, parte del sistema de metro de Bilbao, emplea la misma infraestructura solo hasta el barrio de Matico. A día de hoy, este es el único servicio ofrecido por Euskotren con la consideración oficial de metro.
- La primera experiencia de Euskotren Trena en materia de ferrocarriles metropolitanos fue en Guipúzcoa, no antes de 2012, con la puesta en marcha oficial del Metro de San Sebastián, la primera iniciativa firme para dotar de metro a la capital guipuzcoana. Tomó como embrión el Ferrocarril de San Sebastián a la Frontera Francesa, popularmente conocido como El Topo, que ya había sido objeto de múltiples reformas en esa clave desde 1982 —y, en especial, desde los años noventa. El plan original fue abandonado en 2013, pero continúa en la actualidad, tras ser reactivado en 2017, de la mano del proyecto TOPO. Si bien no goza oficialmente de tal consideración, Euskotren Trena sigue ofreciendo desde 2012 frecuencias más propias de metro en el Topo tradicional (tramo San Sebastián–Hendaya), así como en el tramo final de la línea E1 (Errekalde–San Sebastián, usando el ramal de Lasarte-Oria). La línea E2 (más la E5) aglutina el servicio metropolitano por ambos trazados.

En la actualidad, Euskotren Trena incluye en su plan de líneas todos los servicios siguientes:
| Euskotren Trena: listado general de líneas | Euskotren Trena: listado general de líneas | Euskotren Trena: listado general de líneas   | Euskotren Trena: listado general de líneas       | Euskotren Trena: listado general de líneas | Euskotren Trena: listado general de líneas | Euskotren Trena: listado general de líneas | Euskotren Trena: listado general de líneas |
| Línea                                      | Línea                                      | Terminales                                   | Descripción                                      | Tipo                                       | Estado                                     | Longitud                                   | Estaciones                                 |
| ------------------------------------------ | ------------------------------------------ | -------------------------------------------- | ------------------------------------------------ | ------------------------------------------ | ------------------------------------------ | ------------------------------------------ | ------------------------------------------ |
|                                            |                                            | Matiko – Amara                               | Línea E1 o Línea general                         | Regional (trayecto completo)               | Operativa                                  | 108,670 km                                 | 38                                         |
|                                            |                                            | Matiko – Traña (trayecto sobre la línea E1)  | Línea de Durango                                 | Cercanías                                  | Operativa                                  |                                            | 13                                         |
|                                            |                                            | Ermua – Éibar (trayecto sobre la línea E1)   | Tranvía Éibar – Ermua                            | Tranvía (trayecto corto)                   | Operativa                                  |                                            | 9                                          |
|                                            |                                            | Zumaya – Amara (trayecto sobre la línea E1)  | Línea de la Costa                                | Cercanías                                  | Operativa                                  |                                            | 9                                          |
|                                            |                                            | Lasarte-Oria – Hendaya                       | Línea E2 o Topo                                  | Metro                                      | Operativa                                  | 28,370 km                                  | 20                                         |
|                                            |                                            | Lezama – Kukullaga                           | Línea E3 o Línea del Txorierri                   | Cercanías                                  | Operativa                                  | 13,170 km                                  | 16                                         |
|                                            |                                            | Lutxana – Sondika                            | Línea E3a o Lanzadera de Sondika                 | Lanzadera                                  | Operativa                                  | 4,300 km                                   | 3                                          |
|                                            |                                            | Matiko – Bermeo                              | Línea E4 o Línea de Urdaibai                     | Cercanías                                  | Operativa                                  | 29,194 km                                  | 13                                         |
|                                            |                                            | Amara – Alza (ramal de Altza de la línea E2) | Línea E5 o Topo                                  | Metro                                      | Operativa                                  | 6,500 km                                   | 6                                          |
|                                            |                                            | Matiko – Kukullaga                           | Línea 3 (L3) Metro de Bilbao                     | Metro                                      | Operativa                                  | 5,885 km                                   | 7                                          |
|                                            |                                            | Aeropuerto – Matiko (extensión L3)           | Conexión ferroviaria con el Aeropuerto de Bilbao | Cercanías/Metro (?) (no determinado)       | En construcción                            | 6,576 km                                   | 4                                          |
|                                            |                                            | Kukullaga – Bedia (extensión L3)             | Proyecto de «Línea 5» para el metro de Bilbao    | Metro                                      | En construcción                            | ≈ 6,6 km                                   | (?)                                        |
|                                            |                                            | Matiko – Recalde                             | Proyecto de «Línea 4» para el metro de Bilbao    | Metro                                      | En estudio                                 | ≈ 6 km                                     | (?)                                        |
| TOTAL                                      | TOTAL                                      | TOTAL                                        | TOTAL                                            | TOTAL                                      | TOTAL                                      | 235,098 km                                 | 84(*)                                      |

* Las estaciones y kilómetros comunes se cuentan como uno solo; ya que el tramo comprendido entre las estaciones de Kukullaga-Echevarri y Lemoa es el mismo para las líneas 1 y 4, y además otras estaciones son comunes a varias líneas.

### Plano de la red y estaciones

Plano general de las líneas de Euskotren en el País Vasco, incluyendo los servicios Euskotren Trena (ver tabla superior). Los trazos intermitentes y estaciones en gris se encuentran en construcción o fuera de uso. El plano también incluye otros servicios, como los tranvías de Bilbao (TR) y Vitoria de Euskotren Tranbia, el Funicular de Larreineta (FE), varias lanzaderas por carretera de Euskotren Autobusa, y el tren de vapor del Museo Vasco del Ferrocarril (E6).

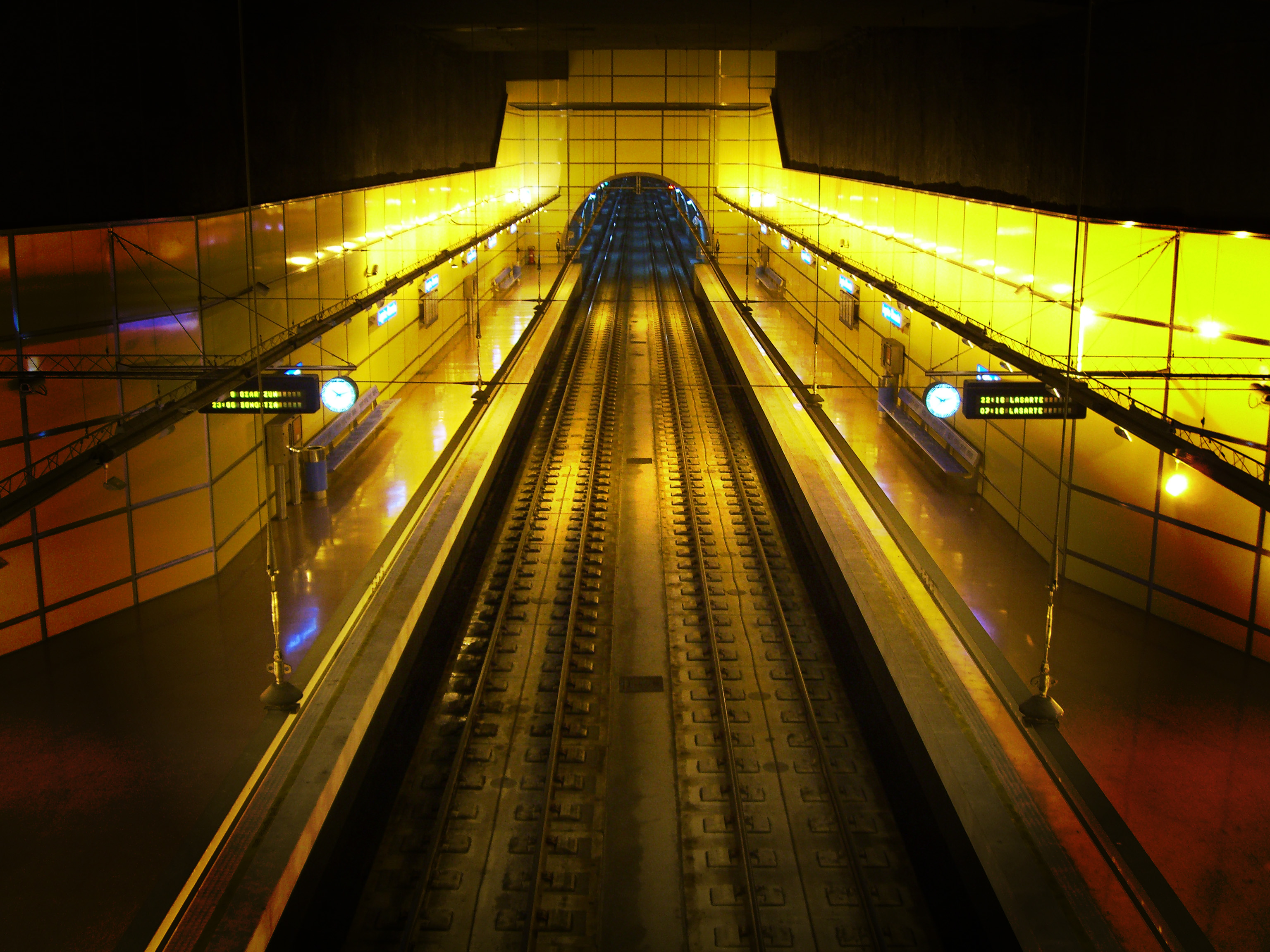
Estación de Lugaritz (San Sebastián).

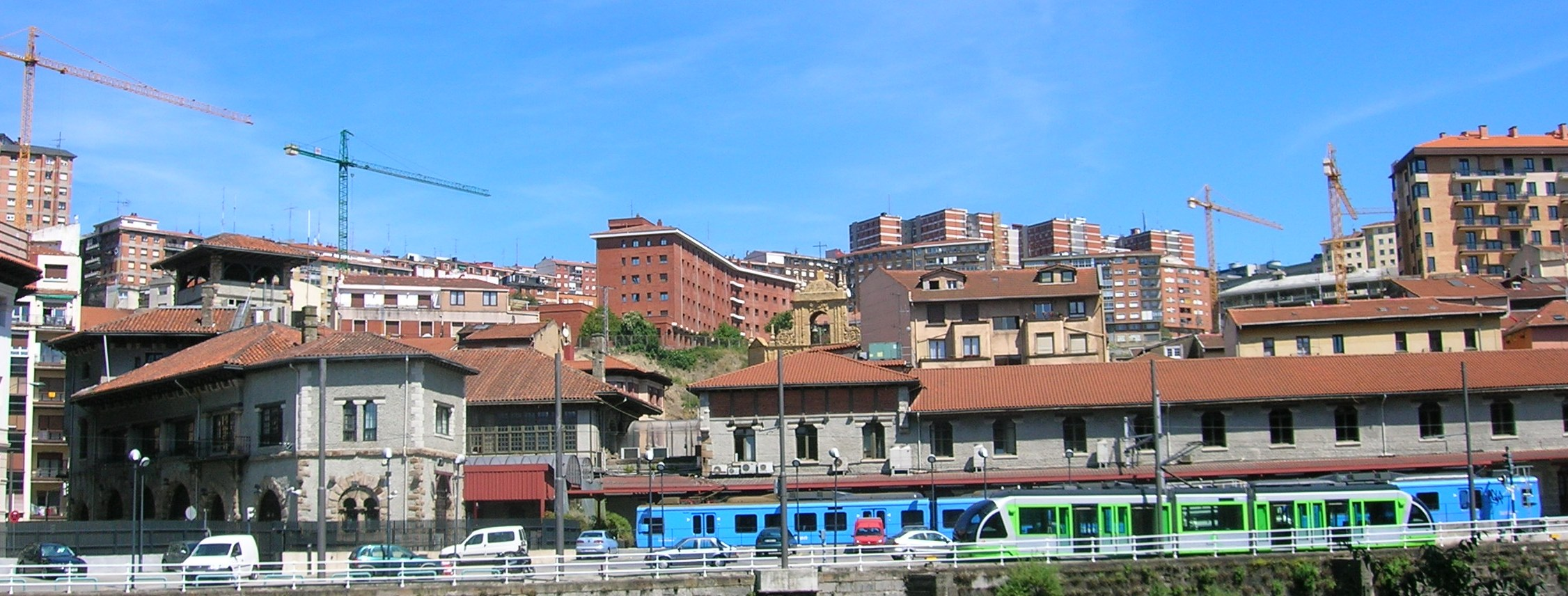
Estación de Bilbao-Achuri.

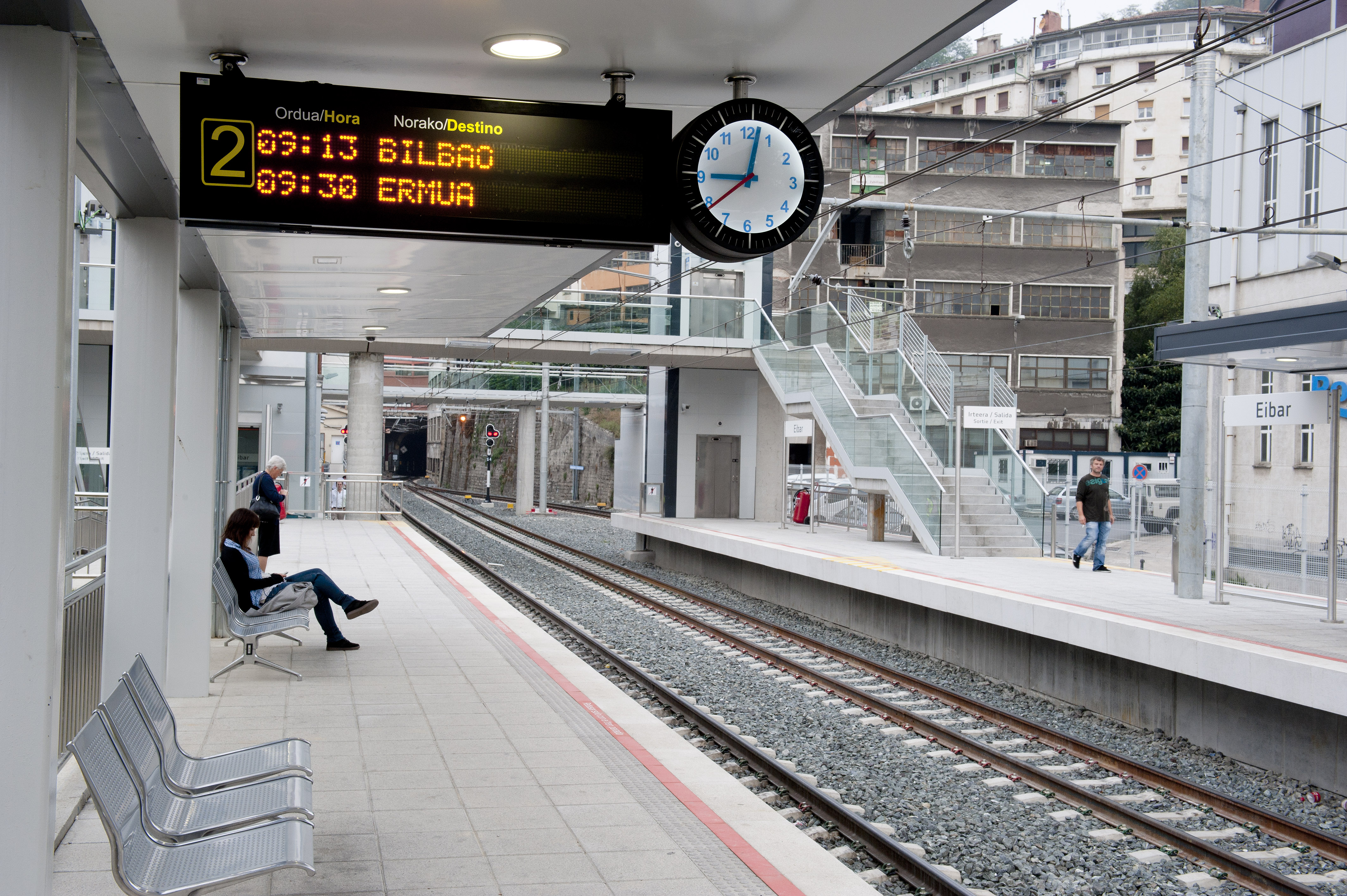
Estación de Éibar.

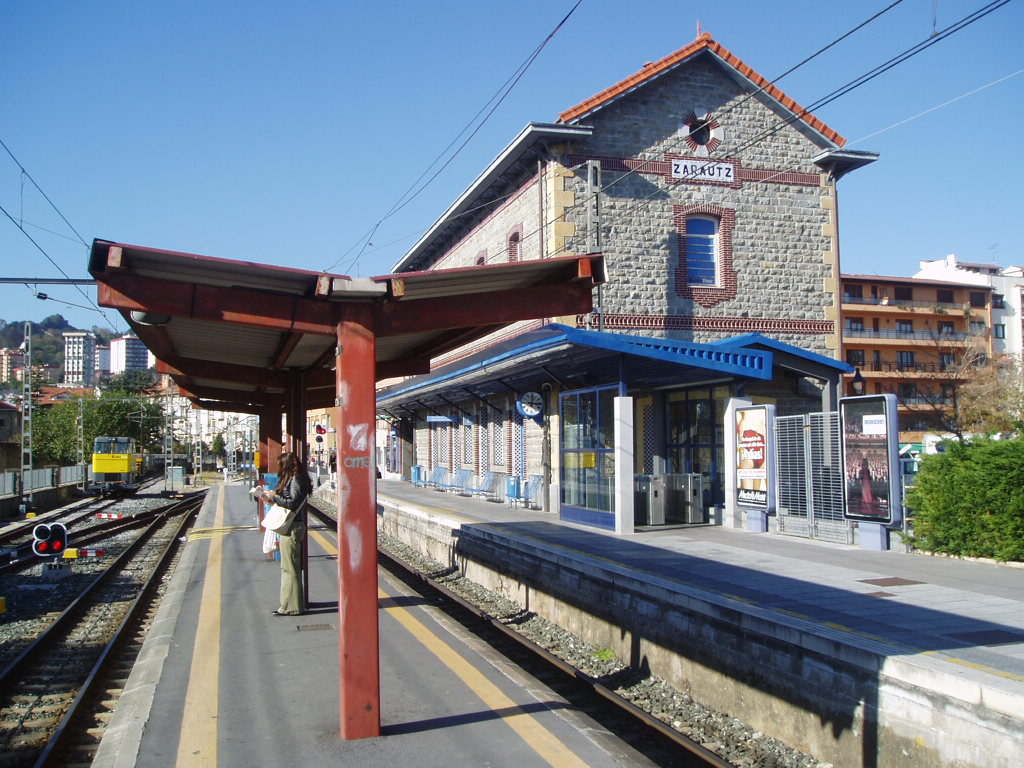
Estación de Zarauz

### Correspondencias

#### Línea general
- Matiko |
- Zazpikaleak/Casco Viejo |
- Kukullaga |
- Usansolo | Autobús -> Hospital de Usansolo (antes "de Galdácano")
- Lemoa |
- Deba | Autobús -> Ondárroa
- Zumaia | Autobús -> Museo del Ferrocarril -> Zumárraga
- Errekalde |
- Amara-San Sebastián |

#### Topo- Línea base
- Errekalde |
- Amara |
- Herrera |
- Hendaya (Francia) | Trenhotel Surexpreso por Lisboa, TGV, Intercités, TER Nouvelle-Aquitaine, Fret SNCF

#### Línea del Txorierri
- Zamudio | Autobús -> Parque Tecnológico
- Sondika |
- Matiko |
- Zazpikaleak/Casco Viejo |
- Kukullaga |

#### Lanzadera Lutxana – Sondika
- Sondika |
- Lutxana |

#### Línea de Urdaibai
- Matiko |
- Zazpikaleak/Casco Viejo |
- Kukullaga |
- Usansolo | Autobús -> Hospital de Usansolo (antes "de Galdácano")
- Lemona |

#### Topo- Ramal de Alza
- Amara |
- Herrera |

## Material móvil
El servicio Euskotren Trena se ofrece mediante trenes de las series EMU 900 y EMU 950, todos ellos fabricados por CAF. La última unidad de la serie UT 3500 realizó su último viaje (conmemorativo) el 7 de julio de 2013; las UT 300 tuvieron su despedida el 19 de marzo de 2016 (aunque la 308 siguió prestando servicio hasta el 12 de abril de 2018), y la última UT 200, en 2018.

### UT 200

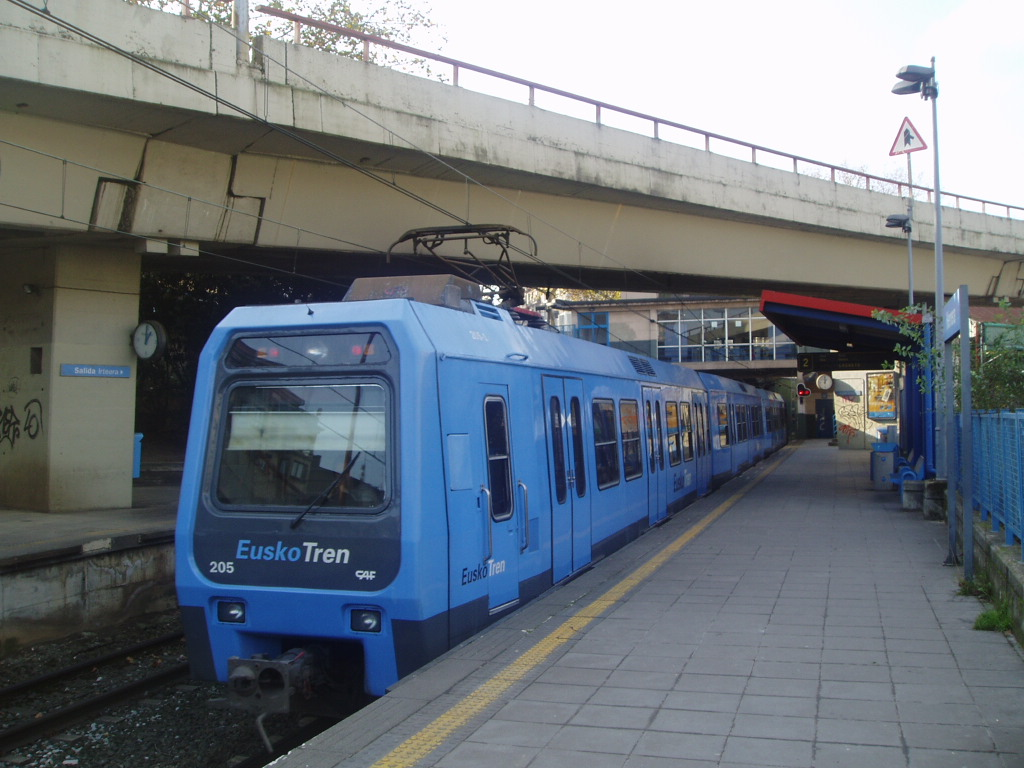
Euskotren de la clase UT200

La flota estaba compuesta por 20 unidades que prestaban servicio en las líneas de Urdaibai, Durangaldea y Kostaldea.
Si bien originalmente contaban con tres coches, posteriormente dispusieron de uno más. El viaje inaugural se produjo el 24 de febrero de 1986, con la presencia del entonces Lehendakari José Antonio Ardanza, entre Bilbao y Algorta a bordo de la UT208. En los días posteriores se detectaron algunas anomalías y tuvieron que retirarse algunas unidades.
Dos de las unidades, UT206 y UT210, sufrieron daños tras los accidentes de Málzaga en marzo de 2006 y Durango en 2005, respectivamente. Otras tres unidades han sufrido atentados: UT204 en 1989, UT205 en 1990 y UT215 en 1994 y 2002.
Entre 2012 y 2013, la empresa renovó el exterior de las unidades UT200, y las pintó de gris, para hacer uniforme el aspecto con las nuevas EMU900.
Actualmente ninguna de las UT200 da servicio. La 215, la última en dar servicio, ha sido preservada por el Museo Vasco del Ferrocarril de Euskotren,

### UT 300

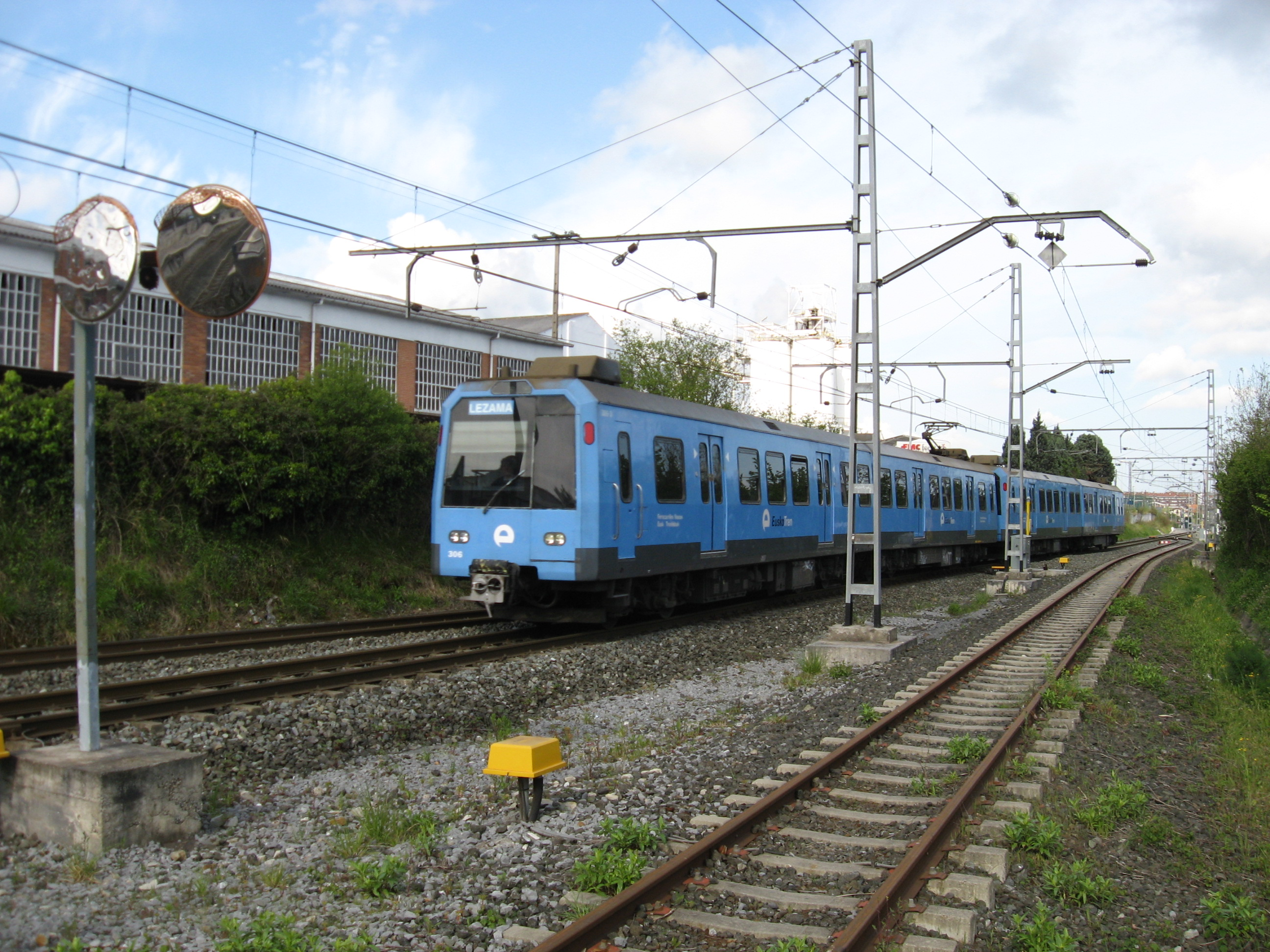
Un Euskotren de la clase UT 300.

Si bien originalmente prestaron servicio en la línea del Topo (las puertas frontales en la cabina del conductor permiten evacuar el tren en caso de emergencia dentro de un túnel), la mayoría de estas pasaron a prestar servicio en la línea de Txorierri. En total son 12 unidades de dos coches que, en horas de mayor afluencia, circularon en combinación doble.
Además, tres de estas unidades (la UT310, UT311 y UT312), antiguas unidades del Euskopullman, realizaron servicios sobre todo en la línea de Urdaibai. El Euskopullman fue un tren regional que desde 1998 ofrecía diversos servicios añadidos (bar, mesas, más espacio entre butacas...) a cambio de un incremento en el precio. El nombre de este servicio regional recordaba al antiguo Pullman de Ferrocarriles Vascongados. Fue retirado por su poca aceptación.
Hasta el inicio de la instalación de servicios en las UT200 a finales de 2008, estas tres unidades regionales eran las únicas de la flota de Euskotren Trena con WC público.
Desde el 9 de octubre de 2006, los trenes regionales con sentido Bilbao-Atxuri efectuaban parada también en Zumaya, además de las habituales de Éibar, Durango y Bolueta. En cambio, en sentido Donostia-Amara no se ha incluyó esa parada, este servicio se canceló en enero de 2013.
Desde julio de 2014 la UT-310 estuvo circulando en la línea del Txorierri acoplada a las otras 300 que estaban asignadas allí. Recuperó las puertas de entrada más cercanas al testero de intercomunicación entre los coches que se le quitaron en su momento para ganar más plazas y con la nueva librea similar a la de las 900. El WC fue suprimido al igual que unas mamparas que separaban los asientos de las puertas de acceso al tren.
Actualmente todas menos la 308, que ha sido preservada por el museo vasco del ferrocarril, están desguazadas, ya que han sido sustituidas por las EMU 950

### EMU 900

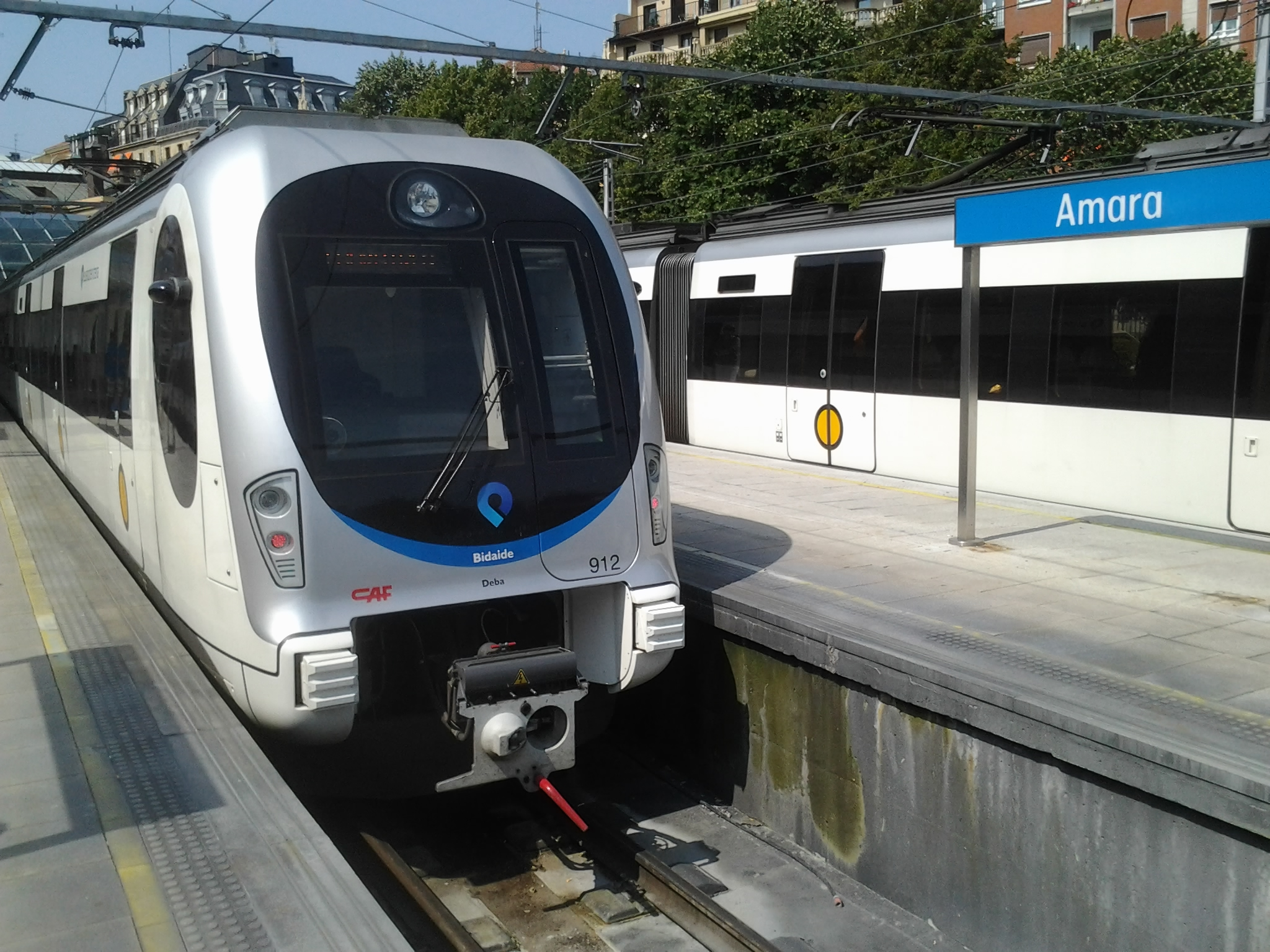
Unidad EMU-900 de Euskotren en la estación de Amara

Adquiridas para el servicio Euskotren Trena y prestan servicio en todas las líneas. Son 30 unidades en marcha. Su entrada en servicio se produjo el 22 de julio de 2011. Las unidades cuentan con 4 coches, la más moderna tecnología y total accesibilidad y acondicionamiento para personas con problemas de movilidad. Su velocidad punta es de 90 km/h.

### EMU 940
Cuatro unidades nuevas encargadas a CAF en 2021 por un importe aproximado de 40 millones de euros, para contar con más capacidad de personas viajeras en el servicio al Topo y en la futura pasante ferroviaria de Donostialdea, además de seguir modernizando el material móvil con trenes de mayores prestaciones.

### EMU 950

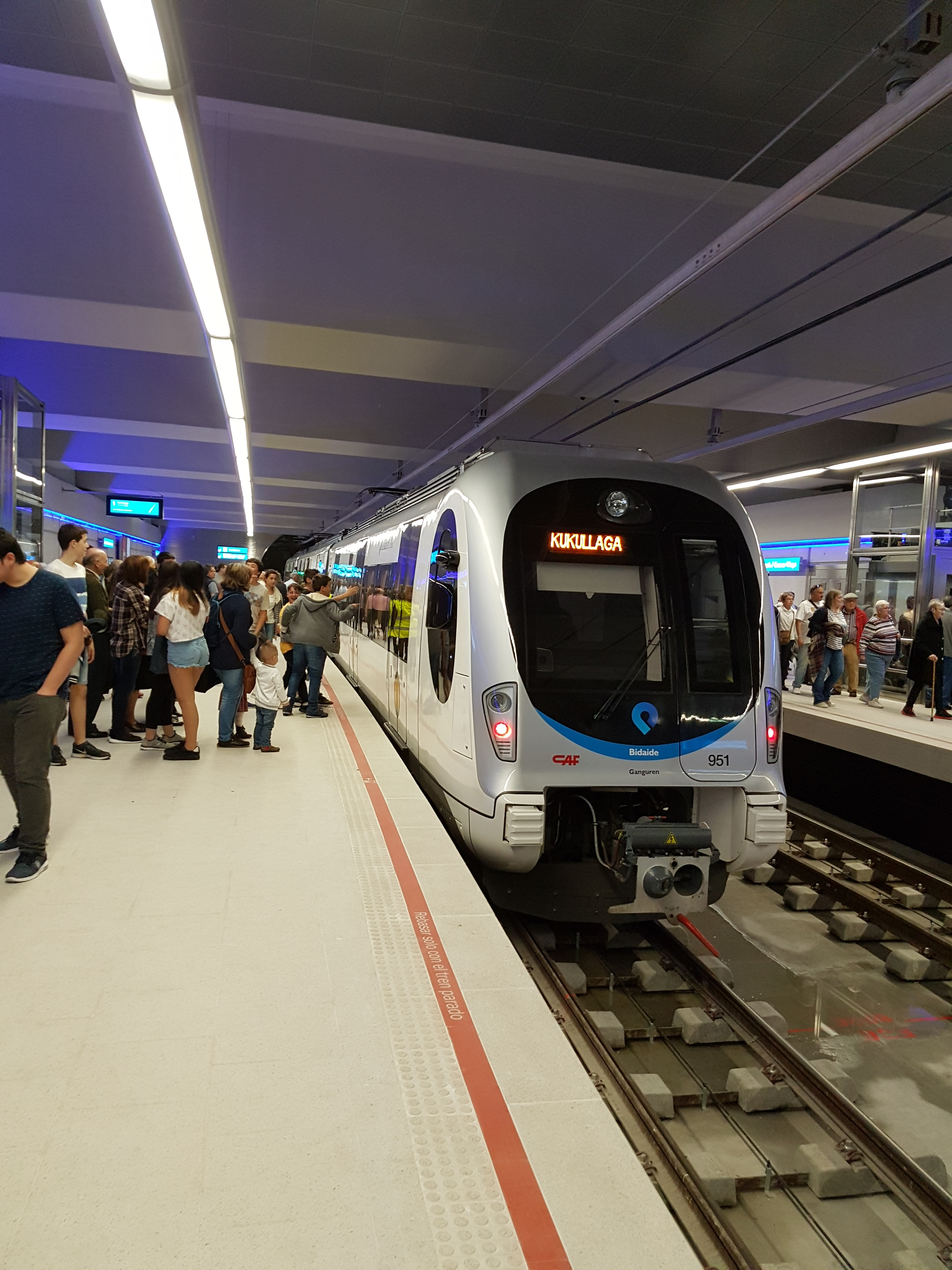
Unidad EMU-950 de Euskotren en la estación de Zazpikaleak/Casco Viejo.

Unidades adquiridas para la explotación de la línea 3 del metro de Bilbao. Algunas empezaron antes a prestar servicio en la línea del Txorierri, Tranbia Ermua-Eibar, Urdaibai y en pruebas sin viajeros en la línea 3.
Son una serie hermana a las 900. Son 28 en total de las que están actualmente circulando en las líneas L3, E3, y ocasionalmente E4 y servicios cortos de la E1. Esta serie ha sustituido a las UT 300 y 200.
Las unidades cuentan con 3 coches con la opción de poder poner un cuarto coche en el futuro. Los coches del medio están acondicionados para personas con movilidad reducida contando con rampas móviles automáticas. Pueden alcanzar los 100 km/h y tienen capacidad para unas 300 personas.

### UT 3500

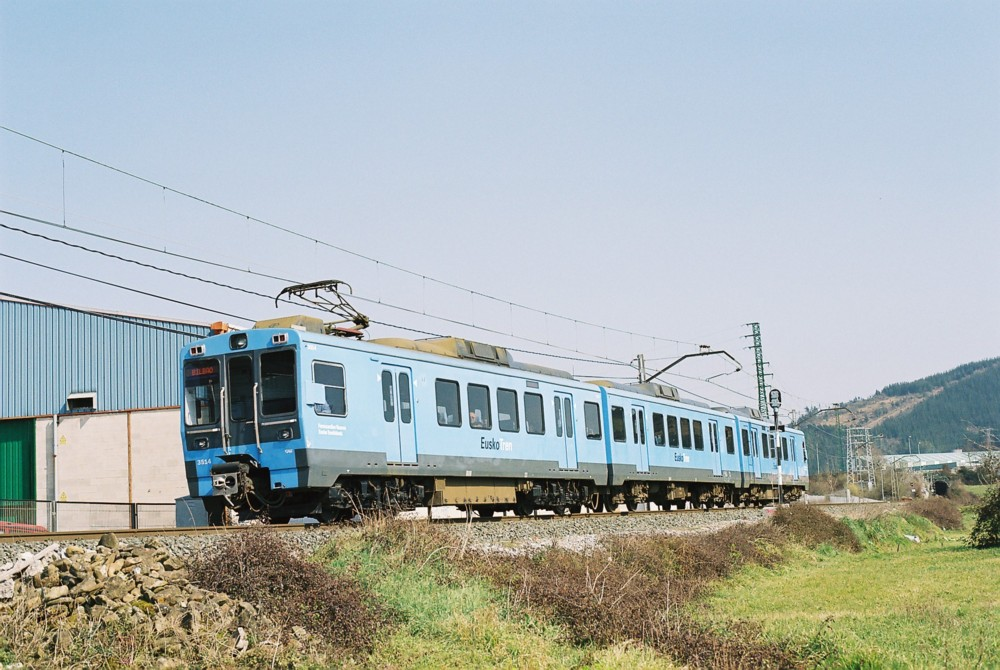
Unidad UT 3500 de Euskotren.

Eran las más antiguas en servicio, compradas por FEVE a finales de los años 1970 para paliar el mal estado de las unidades heredadas de Ferrocarriles Vascongados. Han sido sustituidas paulatinamente según se han ido poniendo en marcha las nuevas UT900.
Serie compuesta de 15 unidades de tres coches (aunque algunas de ellas han llegado a contar con cuatro). Prestaron servicio en las líneas de Kostaldea, Tranvía Éibar-Ermua y Urdaibai, siendo esta última la línea donde funcionaron hasta el último día.
Además, a finales de los 1980 e inicios de los 1990, las UT3504, UT3506 y UT3515 llegaron a prestar servicio directo entre Bilbao y San Sebastián bajo la denominación de Bidexpress, un tren que incluía servicio de paqueteria. 
La última unidad en servicio regular fue la UT3508, que fue retirada el 6 de julio de 2013. La serie 3500 siguió existiendo en el parque de FEVE y de Renfe, con la misma numeración, en Asturias. 

### Otras
El parque de trenes de Euskotren Trena se completa con unidades de las series UT3100 y UT3150. Todas están fuera de servicio, excepto la UT3151 que realiza funciones de auscultador de vías de ETS (conocido como Trenbiker: TRENBide IKERtzailea).
Además, en el Museo Vasco del Ferrocarril de Azpeitia pueden contemplarse dos ejemplares: las UT3101 y UT3154.

## Obras y proyectos

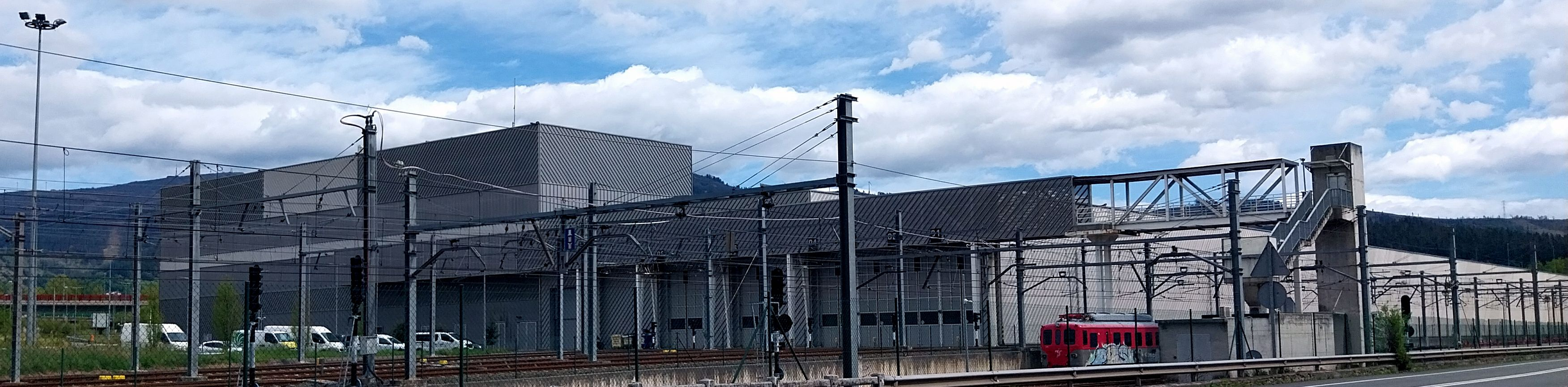
Cocheras de Euskotren Trena en el barrio de Lebario, en Abadiano (Vizcaya)

Las obras en la red operada por Euskotren Trena las lleva a cabo su titular y administrador, Euskal Trenbide Sarea. Desde hace varios años, se está invirtiendo una cantidad importante de recursos económicos para mejorar la red. Gran parte de estas modificaciones forman parte del Plan Euskotren XXI.

### Obras llevadas a cabo durante los últimos años, ya concluidas
- Acceso al centro de Bilbao: Eusko Trenbideak opera la Línea 3 de Metro Bilbao, como nuevo acceso al centro de Bilbao, conectando en la estación de Zazpikaleak/Casco Viejo con el resto de líneas del suburbano y otros medios de transporte, desapareciendo así la estación de Atxuri el 9 de septiembre de 2019.[8]
- Lemoa: remodelación de la estación de Lemoa y supresión del paso a nivel de la localidad.
- Amorebieta: creación de una parada en las afueras de Amorebieta-Echano en la línea de Bilbao - Amara-Donostia .
- Tramo Amorebieta - Euba: desdoblamiento del trazado y construcción de una nueva estación en Euba.
- Tramo Euba - Iurreta: este tramo ha sido desdoblado y puesto ya en servicio. Se han suprimido diez pasos a nivel, ha aumentado la velocidad de las unidades y, de momento, se está a la espera del cambio de frecuencias. Este desdoblamiento forma parte del proyecto +Durango, que pretende mejorar el servicio de tren en la zona de Duranguesado.
- Tramo Iurreta - Durango - Traña (Abadiano): este tramo se ha soterrado y desdoblado, para suprimir el paso del tren por la villa duranguesa. Como consecuencia, se ha creado una única estación subterránea en Durango, que alberga un centro comercial y un estacionamiento. Con ello se ha suprimido el apeadero de Fauste-Landako y se ha construido también una nueva estación en Traña (Abadiano).[9]
- Tramo Traña (Abadiano) - Lebario (Abadiano): este tramo ha sido desdoblado para aumentar la frecuencia del paso de trenes, así como, la velocidad comercial de la línea Bilbao - Amara-Donostia para reducir el tiempo de viaje, además, en Lebario (Abadiano) también se ha construido el complejo de cocheras y talleres para Eusko Trenbideak que sustituye a las cocheras y talleres de Durango.
- Tramo Eitzaga (Zaldívar)-Ermua: construcción de una nueva estación en Ermua y la primera fase para la creación de la variante ferroviaria Zaldibar-Ermua para desdoblar el tramo y aumentar la velocidad de las unidades de la línea Bilbao Matiko-Donostia Amara.[10]
- Tramo San Lorentzo-Unibertsitatea (Eibar): Desdoblamiento del trazado y mejora de la estación de Unibertsitatea en Éibar.[11]
- Tramo Amaña (Éibar)-Ardantza (Éibar): Construcción de una nueva estación en Amaña (Éibar), cubrimiento del tramo Amaña (Éibar)-Ardantza (Éibar) y desdoblamiento de 650 metros del trazado.[12]
- Éibar: Remodelación y cubrimiento del apeadero de Ardantza.[13]
- Éibar: Remodelación estación de Éibar (Guipúzcoa) con un nuevo paso superior, implantación de ascensores, supresión de paso a nivel peatonal, ampliación de la línea de validación y la supresión de barreras arquitectónicas.[14]
- Éibar: Supresión del paso a nivel de Txarakua: Creación de un vial alternativo para dar acceso desde Urquizu hasta las casas de Electrociclos y el desdoblamiento de vía en 200 metros, lo que permite mejorar la seguridad ferroviaria y peatonal y la accesibilidad.[14]
- Tramo Éibar-Azitain: Desdoblamiento de 775 metros de vía, construcción de una nueva estación en Azitain y supresión de dos pasos a nivel.[14]
- Apartadero de Karakate: El trazado de la vía principal se ha diseñado en previsión de hacerlo compatible con el de las futuras actuaciones de desdoblamiento del tren Azitain – Mendaro.[14]
- Apartadero Oikina: Ejecución de vía apartadero en el antiguo apeadero de Oikina en el P.K. 80+585 de la Línea Bilbao-San Sebastián (entre Zumaia y Zarauz). Ejecución de doble vía en el tramo de actuación dentro de los planes de desdoblamiento del tramo.
- Tramo Aia-Orio: Variante de Aia-Orio que incluye: Nueva estación elevada en Orio, desdoblamiento de 1600 m de las vías y rectificación del trazado.[15]
- Lasarte-Oria: construcción de una nueva estación en Lasarte Oria sustituyendo a una antigua situada a las afueras de la localidad.
- Tramo Lasarte Oria-Errekalde: desdoblamiento de 1800 metros de longitud entre el paso inferior bajo la carretera N-634 anterior a la playa de vías de Lasarte-Oria y la estación de Errekalde. Además, se ha habilitado una vía apartadero de 400 metros de longitud que facilita las maniobras de cruce y adelantamiento de las unidades ferroviarias, y dos vías adicionales para carga y descarga de bobinas, además se remodeló la estación de Errekalde.
- Tramo Errekalde-Añorga: Desdoblamiento del trazado, y rectificación del mismo mediante túneles y un nuevo puente sobre la N-I. Se construyó una nueva estación en Añorga sustituyendo a la anterior.
- San Sebastián: construcción de la estación de Lugaritz y el túnel del mismo nombre que lo une con la estación de Amara.
- Tramo Loiola-Herrera: Desdoblamiento de todo el trazado de 2700 metros de longitud entre las 2 estaciones. La nueva variante de este tramo incluyó la construcción de dos nuevas estaciones en los barrios donostiarras de Herrera e Intxaurrondo, la remodelación de la actual estación de Loiola y el acondicionamiento de la vía antigua para el transporte de mercancías, con una conexión independiente al puerto de Pasajes.[16]
- Tramo Herrera-Altza: El nuevo trazado tiene una longitud de 1.040 metros que discurren bajo tierra. La variante ferroviaria se inicia con una prolongación recta de la actual estación de Herrera. Posteriormente traza una alineación curva a derechas que discurre bajo la antigua N-I y bajo las vías de Adif antes de otra alineación curva a izquierdas para terminar en recta bajo el Paseo Félix Iranzo. En este punto se ubica la nueva estación, construida a 28 metros de profundidad. Dispone de dos vestíbulos y dos cañones de acceso que desembocan en el paseo de Larratxo y en Arriberri. La estación cuenta con andenes laterales. Cada andén dispone de dos escaleras que dan acceso a sendas mezzaninas donde se alojan los vestíbulos de la terminal. A los andenes también se puede acceder a través de dos ascensores que conectan con el exterior por medio de otro elevador. Contó con un plazo de ejecución de 31 meses y un presupuesto de 34,5 millones de euros.[17][18] Se abrió al público el 12 de septiembre de 2016.
- Tramo Fandería-Oiartzun: desdoblamiento de 1.550 metros de vía única. Construcción de una nueva estación en Fandería y remodelación de la de Oiartzun.[19]
- Cocheras y Talleres en Araso (Irún) (30,8m €): Las actuaciones realizadas son las siguientes: Vías de talleres (2 vías de levante, 4 sobre pilarillos y una vía auxiliar). Vías de cocheras (11 vías). Vías del área de mantenimiento (2 vías de estacionamiento, 3 vías de foso, 2 vías de descarga y 1 vía de cargadero). Conexión con la línea de Euskotren Trena existente. Naves de cocheras y talleres. Edificios para el personal de cocheras, talleres y área de mantenimiento. Instalaciones de mantenimiento de vía y zonas de acopios. Viales de acceso a la parcela.[20]
- Construcción de una nueva estación en Hendaya y desdoblamiento del último tramo de la línea, para aumentar la capacidad de la estación y las frecuencias de la línea hasta Hendaya.[21]

### Obras actualmente en ejecución (Marzo de 2024)
- Tramo Elgoibar-Deba: Las actuaciones en este tramo incluyen:
  - Reforma integral del apeadero de Toletxegain en Elgóibar.[22]
  - Construcción de la variante ferroviaria de Altzola en Elgóibar.[23]

- Tramo Orio-Usúrbil: Desdoblamiento de las vías y rectificación del trazado en 1580 m. La obra más reseñable es el túnel del barrio de Aguinaga en Usúrbil de 1335 m de longitud.[24]

- Variante de la línea por el centro de San Sebastián, como parte del proyecto del metro de San Sebastián. Soterrará la estación de Amara y creará dos nuevas estaciones en el centro de la ciudad (Centro-La Concha) y otra en el barrio del Antiguo (Benta Berri). Con esta ampliación, el tren llegará al centro de la ciudad, a pie de playa y al Antiguo (barrio que tiene actualmente la estación de Lugaritz, pero que queda lejos de la mayoría de los habitantes). Además de eliminar el actual fondo de saco que es la estación de Amara, liberaría un gran espacio en la actual estación. (Apertura prevista para finales de 2025 o principios de 2026).

- Desdoblamiento del tramo Altza-Pasaia-Galtzaraborda (Errentería) de 3 kilómetros y soterramiento del mismo con la creación de nuevas estaciones en Altza, Pasaia y Galtzaraborda (64,1 millones de euros). Esta obra permitirá la continuación del metro de San Sebastián y aumentar las frecuencias y la velocidad comercial del tramo San Sebastián Amara-Hendaya.[25]

### Obras en estudio informativo o en proyecto constructivo
- Desdoblamiento del tramo Lebario (Abadiño)-Zaldibar para aumentar las frecuencias y la velocidad comercial de la línea Bilbao Matiko-Donostia Amara. Se suprime además el paso a nivel de Berriz y se crea una nueva estación en el pueblo.

- Desdoblamiento del tramo Zaldibar-Ermua para aumentar la frecuencia y la velocidad comercial de la línea Bilbao Matiko-Donostia Amara.[26]

- Tramo Ermua-Elgóibar: Las actuaciones en este tramo incluyen:
  - Desdoblamiento del tramo Ermua-San Lorentzo (Ermua) para la mejora de los servicios del tranvía y la línea Bilbao Matiko-Donostia Amara.[27]
  - Desdoblamiento del tramo Unibertsitatea (Eibar)-Amaña (Eibar).[28]
  - Desdoblamiento del tramo Ardantza (Éibar)-Éibar estación central[28]
  - Construcción de una subestación eléctrica en Malzaga (Éibar).[28]
  - Mejora de la traza ferroviaria en Elgóibar.[28]

- Tramo Zarauz-Orio: se va desdoblar el trazado y se duplicarán vías. A su vez se va a soterrar el tren a su paso por Zarauz con una nueva estación que pueda sustituir a las dos actuales.[29]

- Desdoblamiento del tramo Usúrbil-Lasarte-Oria para aumentar las frecuencias y la velocidad comercial de la línea Bilbao Matiko-Donostia Amara.[30]

### Obras en estudio, sin confirmar
- Ampliación del Topo a Fuenterrabía con parada en el Aeropuerto de San Sebastián (posible inclusión en el proyecto del metro de San Sebastián).
- Cubrimiento de vías en Éibar, de modo similar al que se está llevando a cabo en Durango y que se pretende hacer también en Zarauz, pero no está confirmado.
- Construcción de un ramal de acceso directo la estación de Abando-Indalecio Prieto.[31]

### Proyecto TOPO y metro para San Sebastián
El ferrocarril, que oficialmente se denominó “Ferrocarril de San Sebastián a la Frontera Francesa”, tiene el apelativo popular de “Topo” debido al gran número de túneles por los que atraviesa el trazado que, en los poco más de 20 kilómetros (actualmente tiene 28km), se adentraba hasta en 14 túneles que totalizaban 5.672 metros. La inauguración de la línea hasta Irún se llevó a efecto el 5 de diciembre de 1912. El tramo hasta Hendaya tuvo que esperar hasta la realización del viaducto sobre el Bidasoa, que se creó en 1913. Además de eso, se ha construido la estación de Altza que ha abierto como fin de trayecto provisional el 12 de septiembre de 2016, y que formará parte de la línea cuando se desdoble y soterre el tramo entre esta estación y la de Galtzaraborda. El 5 de marzo de 2017 entró en servicio la nueva estación en viaducto de Loiola, que sustituía a la antigua, que formaba un muro en el barrio.

### Líneas de alta velocidad
Debido a la futura liberalización del transporte ferroviario, que permitirá a Euskotren operar en cualquier red europea, la compañía vasca ya ha anunciado su intención de ofrecer servicios ferroviarios dentro de la llamada Y Vasca.
La Y Vasca es una nueva red ferroviaria de ancho internacional preparada para trenes de alta velocidad que comunicará las tres capitales vascas con las redes de alta velocidad española en un principio y francesa en el futuro.

### Estaciones y tramos de vía desaparecidos o en desuso

#### Efecto de las obras de la línea 3 de metro
El servicio ferroviario en el tramo sobrante de la antigua línea de Bilbao a Plencia, incorporado en 1995 a la línea del Txorierri (línea de Bilbao a Lezama), comprendido entre las estaciones de Deusto y Casco Viejo, quedó suspendido a partir del 15 de mayo de 2010, debido a las obras de la línea 3 del metro de Bilbao, que incluían la construcción de un nuevo túnel ferroviario a través del monte Archanda, y el soterramiento y total remodelación de la estación de Matiko. Se anunció un cierre por un periodo de tres años, aunque las estaciones originales del trazado no fueron reabiertas nunca como tal, sino desechadas completamente (el caso de la estación de Deusto, demolida en 2018), reformadas para su uso por el metro (el caso de Matiko), sustituidas (el caso de Zumalakarregi, sustituida por Uribarri), o se prevé su sustitución (en el caso del apeadero Unibertsitatea, en la Universidad de Deusto, que se prevé sea sustituido por una estación subterránea, completamente nueva, de la futura línea 4 del ferrocarril metropolitano).
Así, las estaciones cerradas en aquel momento fueron Deusto, Deusto-Unibertsitatea, Matiko y Zumalakarregi. Por su parte, la estación de Loruri-Ciudad Jardín, original de la línea de Lezama y muy próxima a la estación de Matiko, se reabrió para dar servicio a los vecinos de dicho barrio. Loruri-Ciudad Jardín permanecía cerrada desde 1996, al ofrecer Matiko mejores instalaciones (incluyendo doble vía), así como mejor intermodalidad con el funicular de Archanda. Al final, el cierre del tramo original desde Deusto al Casco Viejo fue definitivo, construyéndose aceras, vías ciclables y aparcamientos de vehículos en el mismo, igual que se hiciera en su momento en distintos puntos del tramo entre Deusto y San Ignacio (del mismo ferrocarril a Plencia) tras el cierre de sus viejas estaciones de San Inazio e Ibarrekolanda a finales de los noventa, debido al desuso (fueron desbancadas por las estaciones de San Ignazio y Sarriko del metro, respectivamente) y a obras colindantes.
Años más tarde, y debido a las mismas obras de la nueva línea E3/L3, que entraban ya en fase de conexión con el viejo trazado hacia el Valle de Asúa en Ola (Sondica), el 1 de junio de 2015 se cierra la estación del Casco Viejo (denominada entonces Zazpi Kaleak-Casco Viejo) para proceder a su demolición y a la construcción del nuevo edificio, que abriría en 2017. Meses después, el 2 de noviembre de 2015, se cierra definitivamente la estación de Loruri-Ciudad Jardín, y empieza el desmantelamiento de todo el tramo entre el Casco Viejo y Ola de la línea de Lezama. El túnel antiguo a través del Archanda, de vía única, entre el barrio de Matico-Ciudad Jardín y el de Ola, paralelo al nuevo túnel de doble vía, será entonces utilizado durante las obras, y se mantendrá como vía de evacuación de emergencia del mismo.
Con el cierre de Zazpi Kaleak-Casco Viejo en junio de 2015, los usuarios del tren del Valle de Asúa se verían afectados al no poder hacer transbordo fácil con el metro, como sí era posible en la estación del Casco Viejo. Para paliar el inconveniente, Euskotren Trena vuelve a ofrecer servicio a través de la vía entre la estación de Lutxana, que desde 1996 solo ofrecía servicios de Metro Bilbao (L1), y la de Sondika. Dicha vía, al igual que la propia estación de Sondika, pertenecía al extinto ferrocarril entre Luchana y Munguía (1893-1975), que desde 1909 contaba con conexión a la altura de Sondica con el nuevo trazado entre Bilbao y Derio del ferrocarril de Lezama (inaugurado en octubre de 1908). La vía solo se utilizaba para pruebas de unidades y para el traslado de las mismas entre la línea del Txorierri y el taller de Luchana. La línea del Txorierri queda así configurada como Lezama–Lutxana, rehabilitándose esta estación para hacer posible ahí la intermodalidad con la L1. De los tres apeaderos del ramal, se decide también reabrir el de Zangroiz, para servir a los polígonos industriales adyacentes.
Por otro lado, antes de quedar Matico/Ciudad Jardín sin servicio ferroviario en noviembre de 2015, los trenes siguieron circulando entre Sondica y la estación, pasando por Ola, realizando un servicio de lanzadera entre el barrio bilbaíno y el trazado este-oeste de Lezama–Luchana. Al cierre de Loruri-Ciudad jardín y el túnel viejo de Archanda, Euskotren contrató con la compañía de transportes Onieva un sucedáneo por carretera mediante autobuses de tarificación especial, combinables con el tren, que efectuaba parada en Matico, Ola y Sondica, en las proximidades de las estaciones ferroviarias. Dicho servicio se mantuvo hasta el fin de la excepcionalidad en abril de 2017, con la apertura de la línea L3.
Asimismo, la reconexión ferroviaria del Valle de Asúa con el centro de Bilbao a través de la nueva infraestructura supuso el establecimiento de Kukullaga, en Echévarri, como la cabeza de la línea del Txorierri, desde ese momento oficialmente catalogada como E3. Ello desbancó a la estación de Lutxana como cabecera de dicha línea. No obstante, el servicio entre Lutxana y Sondika se mantiene, esta vez en calidad de lanzadera (con menor frecuencia), bajo la denominación L.

#### Ferrocarril del Urola
Desde la creación de Eusko Trenbideak, la evolución del ferrocarril y de la aceptación del transporte público en el País Vasco ha marcado el devenir de diversas estaciones y líneas ferroviarias. El caso más significativo es la clausura del Ferrocarril del Urola en 1986, sustituyéndose por un servicio de autobuses entre las localidades de Zumaya y Zumárraga. El Gobierno Vasco, que emprendió la reforma de estaciones y vías de esta línea abandonó el proyecto dejando a municipios como Azpeitia sin ferrocarril.

#### Bilbao-Plencia
La antigua línea que el servicio EuskoTren cubría entre Bilbao y Plencia, la de mayor cantidad de viajeros de la compañía en el momento de su cierre, se vio mutilada a partir del bilbaíno barrio de San Ignacio, desde donde se aprovechó parte de su trazado para la construcción de la Línea 1 de Metro Bilbao en 1995. Ante la evidencia de que los restos de la Bilbao-Plencia, una línea ferroviaria que unía diversos barrios de Bilbao, carecía de interés debido a la cercanía del Metro, se decidió unirla con la línea del Valle de Asúa en la estación de Casco Viejo. Esta fusión trajo consigo la clausura de la estación de Ciudad Jardín a consecuencia de su cercanía con la de Matico y la de Calzadas de Mallona, actual Museo Arqueológico de Vizcaya, a causa de las obras para conectar ambas líneas ferroviarias. Más tarde, debido a la construcción de un acceso por carretera a la altura de Ibarrecolanda, en Bilbao, se cortó la vía de tren a partir de Deusto. Por ello, el 3 de abril de 2000, se cerraron las estaciones de Ibarrekolanda y San Inazio.
A partir del 15 de mayo de 2010 la estación de Ciudad Jardín se reabrió, debido a la suspensión del servicio ferroviario en el tramo Deusto-Casco Viejo de la línea del Txorierri (antes solo paraba el primer servicio diario de la línea en ese apeadero) consecuencia de las obras de la Línea 3 de Metro Bilbao.

#### Luchana-Sondica (reabierto en 2015)
En el Gran Bilbao, la línea entre las localidades de Sondica y el barrio de Luchana en Erandio tenía suspendido el servicio de viajeros desde 1996 tras una primera reapertura. Tras esa fecha, sólo se empleaba para que las unidades que sirven en la línea del Txorierri lleguen y salgan del taller de Luchana, así como para que las nuevas unidades o locomotoras realicen pruebas, como fue el caso de las del tranvía de Bilbao o las locomotoras de EuskoKargo (Euskotren Kargo). En este tramo de vía se clausuraron las estaciones de Asua, Sangróniz y Arriaga, ya desaparecida. Esta línea formaba parte de una línea más amplia hacia Munguía, pero cuando Euskotren Trena inició su servicio en el tramo Sondica-Munguía, éste ya estaba desmantelado a causa de la ampliación del Aeropuerto de Bilbao, entre otros motivos, lo que provocó su segunda clausura. Esto produjo que la Línea del Txorierri pasase por Sondika mediante una inversión de marcha.
Debido a la reforma integral de la Estación de Casco Viejo por las obras de la Línea 3 de Metro Bilbao en 2015 se reabrió este tramo formando la línea Lutxana-Lezama sin pasar por Bilbao y, conectar así la línea del Txorierri con el metro en Lutxana además con ello se ha reabierto el apeadero de Zangroiz. Desde abril de 2017 se fletan trenes, de lunes a viernes laborables entre Lutxana y Sondika y viceversa, siendo la frecuencia cada hora. A mediodía se incrementan las frecuencias en ambos sentidos.

#### Tramos del "Topo": Lasarte Oria-Hendaya
Se cerró el apeadero de Lasarte-Oria en las afueras del municipio, sustituido por la actual estación de ferrocarril en el centro de Lasarte-Oria, incorporando así el tramo Lasarte Oria-Amara al recorrido del Topo. Además, en San Sebastián, se ha modificado el trazado original del Topo, sustituyendo el túnel de Morlans por el actual túnel de Lugaritz, y anteriormente se adelantó la estacíón de Donostia-Amara alejándola un poco del centro de la ciudad (antes estaba en la Plaza Guipúzcoa).

#### Otros
En Guipúzcoa se ha cerrado el apeadero de Aguinaga en Usúrbil.
Para más información véase la sección Obras.

## Curiosidades
- Dejando a un lado las UT 300 del servicio regional, la UT 220 fue la primera de Euskotren Trena en contar con WC públicos. La reforma se realizó a finales de 2008. El módulo de servicios públicos fue instalado por la empresa Sunsundegui.

- Algunos aficionados al ferrocarril muestran un especial afecto hacia la UT209, la última en reformarse, y que durante años circuló con su esquema de colores original (líneas horizontales azul y amarillas sobre fondo blanco). A finales de 1993 esta misma unidad fue la primera en abandonar la línea Bilbao - Plencia para adentrarse en la línea general. En mayo de 2007 se retiró para ser revisada y reformada por la empresa TEAM.

- La UT208 fue la primera unidad de esta serie en dotarse de indicadores electrónicos.

- Uno de los coches de la UT3101 (unidad que está estacionada en el Museo Vasco del Ferrocarril) sirve de espacio lúdico en la estación del antiguo Ferrocarril de Plazaola de Lecumberri.

- Los trenes de Bidexpress, que realizaron servicio exprés entre Bilbao y San Sebastián desde 1988 e inicios de los 90 del siglo XX, disponían de pantallas de televisión, en las que se proyectaban películas, en todos los coches.

- El bar del antiguo Euskopullman se encuentra en las oficinas del Museo Vasco del Ferrocarril, en Azpeitia.

- Una de las butacas de la UT310 cuenta con el logotipo de RENFE en relieve.

- Los trenes del servicio Euskotren Trena cuentan con un papel discreto en sendos capítulos de las series de ETB Bi eta bat (1991-1993) y Goenkale (1994-2015). En el primero, uno de los protagonistas llega a San Sebastián a bordo de una UT3500, mientras que en el caso de Goenkale, varios protagonistas realizan un viaje hasta Barcelona a bordo de una UT200, que en la realidad es imposible. Además, en la película Todo por la pasta (1991), puede verse tímidamente una UT200 en la línea Bilbao-Plencia (cubierta por EuskoTren en aquel entonces).

- En la época en la que los trenes del Ferrocarril del Urola y Ferrocarriles Vascongados llegaban a la estación de Zumaya, existió, según la leyenda, un loro que, a fuerza de escuchar los pitidos que daban orden de salida a los trenes, comenzó a imitarlos, confundiendo a los viajeros. Ferrocarriles Vascongados denunció al loro, que fue absuelto por el juez, quien defendió el derecho del loro a emitir los ruidos que creyera oportuno.[34]

- La Asociación de Amigos del Ferrocarril de Bilbao guarda diverso material móvil usado en este servicio, donado por Eusko Trenbideak en 1994, en el antiguo túnel de Arrona del Ferrocarril del Urola. Estos coches, que se encuentran a la intemperie y sin ningún tipo de protección o vigilancia, se hallan en total estado de abandono.